# Reto Schmidiger
Reto Schmidiger (21 aprile 1992) è uno sciatore alpino svizzero.

## Biografia
Originario di Hergiswil, Schmidiger ha disputato la sua prima gara FIS il 23 novembre 2007 a Zinal giungendo 53º in slalom speciale. Nel 2010 si è aggiudicato la medaglia d'oro nello slalom speciale ai Mondiali juniores tenutisi sul versante francese del Monte Bianco, ha debuttato in Coppa Europa, l'8 febbraio a Méribel piazzandosi 29º in slalom gigante, e in Coppa del Mondo, il 13 marzo nello slalom speciale di Garmisch-Partenkirchen non riuscendo a concludere la seconda manche.
In Coppa Europa ha colto il primo podio il 19 gennaio 2011 a Zuoz (3º) e il primo successo il 22 gennaio seguente a Oberjoch, in entrambi i casi in slalom speciale; ai successivi Mondiali juniores di Crans-Montana ha vinto la medaglia d'oro sia nello slalom speciale sia nella combinata. Il 19 marzo 2011 si è classificato 8° nello slalom speciale di Lenzerheide ottenendo il suo miglior risultato in Coppa del Mondo. Nel 2012 ai Mondiali juniorese di Roccaraso ha ottenuto un'ulteriore medaglia iridata juniores, vincendo il bronzo in slalom speciale; l'anno dopo ha esordito ai Campionati mondiali classificandosi 28º nello slalom speciale nella rassegna iridata di Schladming. Il 13 marzo 2016 ha ottenuto la sua seconda vittoria in Coppa Europa nello slalom speciale di Oberjoch. Nella stagione 2017 ha partecipato ai Mondiali di Sankt Moritz 2017 classificandosi al 16º posto nello slalom speciale; al termine della stagione, grazie ai successi ottenuti a Kronplatz e Zakopane e ad altri due podi, si è aggiudicato la classifica di slalom speciale di Coppa Europa, mentre nella stagione 2022-2023 ha vinto la classifica della medesima specialità in Nor-Am Cup.

## Palmarès

### Mondiali juniores
- 4 medaglie:
  - 3 ori (slalom speciale a Monte Bianco 2010; slalom speciale, combinata a Crans-Montana 2011)
  - 1 bronzo (slalom speciale a Roccaraso 2012)

### Coppa del Mondo
- Miglior piazzamento in classifica generale: 87º nel 2011

#### Coppa del Mondo - gare a squadre
- 4 podi:
  - 3 vittorie
  - 1 terzo posto

### Coppa Europa
- Miglior piazzamento in classifica generale: 7º nel 2011
- Vincitore della classifica di slalom speciale nel 2017
- 14 podi:
  - 5 vittorie
  - 4 secondi posti
  - 5 terzi posti

#### Coppa Europa - vittorie
| Data             | Località        | Paese    | Specialità |
| ---------------- | --------------- | -------- | ---------- |
| 22 gennaio 2011  | Oberjoch        | Germania | SL         |
| 13 marzo 2016    | Oberjoch        | Germania | SL         |
| 17 dicembre 2016 | Plan de Corones | Italia   | PR         |
| 11 febbraio 2017 | Zakopane        | Polonia  | SL         |
| 19 dicembre 2023 | Obereggen       | Italia   | SL         |

Legenda:

SL = slalom speciale

PR = slalom parallelo

### Nor-Am Cup
- Miglior piazzamento in classifica generale: 14º nel 2023
- Vincitore della classifica di slalom speciale nel 2023
- 2 podi:
  - 1 vittoria
  - 1 secondo posto

#### Nor-Am Cup - vittorie
| Data             | Località     | Paese  | Specialità |
| ---------------- | ------------ | ------ | ---------- |
| 24 febbraio 2023 | Camp Fortune | Canada | SL         |

Legenda:

SL = slalom speciale

### Australia New Zealand Cup
- Miglior piazzamento in classifica generale: 9 nel 2023
- 1 podio:
  - 1 secondo posto

### Far East Cup
- Miglior piazzamento in classifica generale: 3º nel 2019
- 8 podi:
  - 6 vittorie
  - 2 secondi posti

#### Far East Cup - vittorie
| Data             | Località | Paese    | Specialità |
| ---------------- | -------- | -------- | ---------- |
| 25 febbraio 2019 | Hanawa   | Giappone | GS         |
| 26 febbraio 2019 | Hanawa   | Giappone | GS         |
| 27 febbraio 2019 | Hanawa   | Giappone | SL         |
| 3 marzo 2019     | Engaru   | Giappone | GS         |
| 4 marzo 2019     | Engaru   | Giappone | SL         |
| 5 marzo 2019     | Engaru   | Giappone | SL         |

Legenda:

GS = slalom gigante

SL = slalom speciale

### Campionati svizzeri
- 5 medaglie[2]:
  - 3 ori (slalom gigante, slalom speciale nel 2011; slalom speciale nel 2013)
  - 1 argento (slalom speciale nel 2017)
  - 1 bronzo (slalom speciale nel 2022)

### Campionati svizzeri juniores
- 1 medaglia[3]:
  - 1 oro (slalom speciale nel 2010)